# Perroquet de fougue

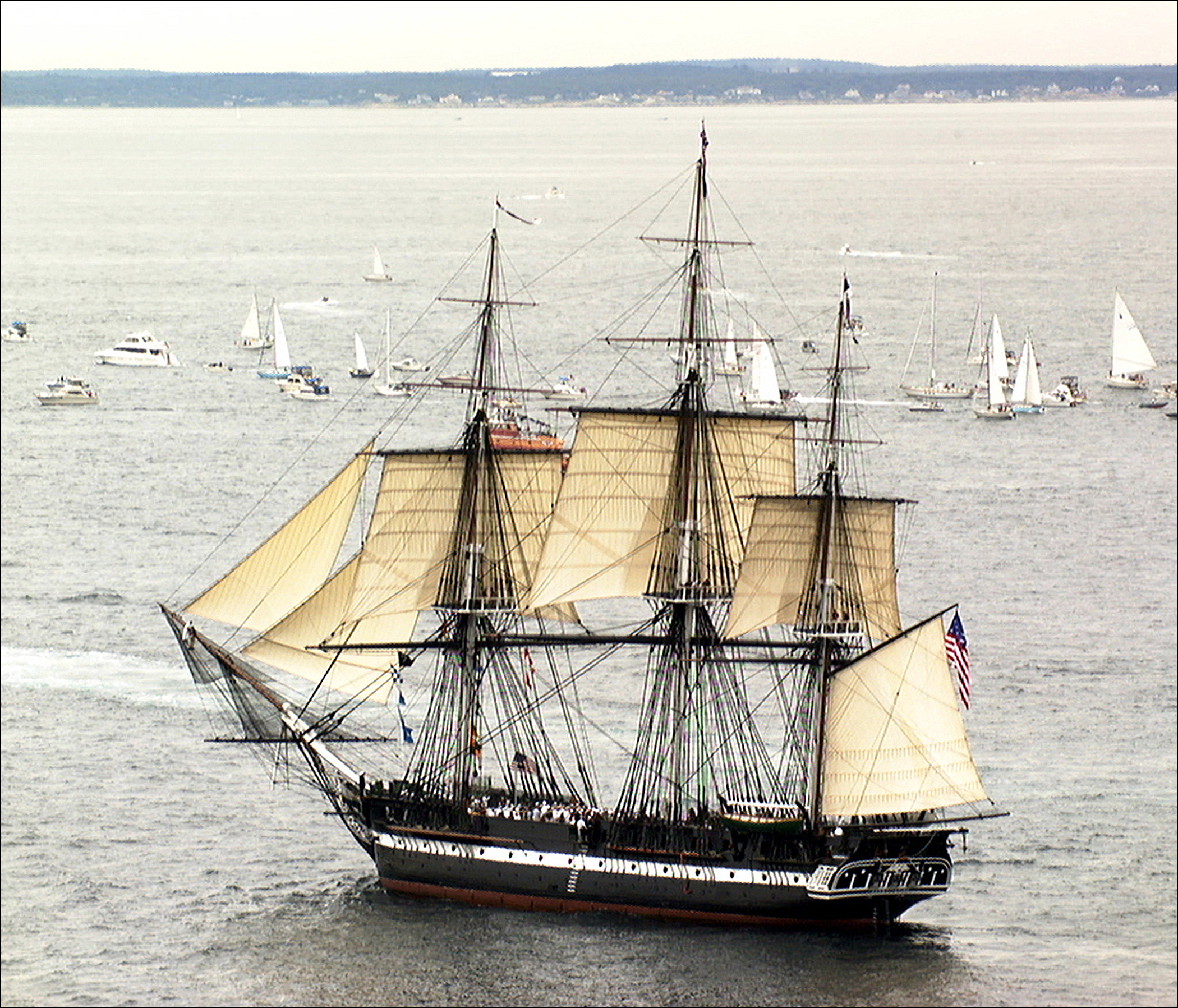
L' a sorti ses huniers (voiles carrés) sur les côtes du Massachusetts en juillet 1997. Le perroquet de fougue est le nom donné au hunier du mât d'artimon (arrière).

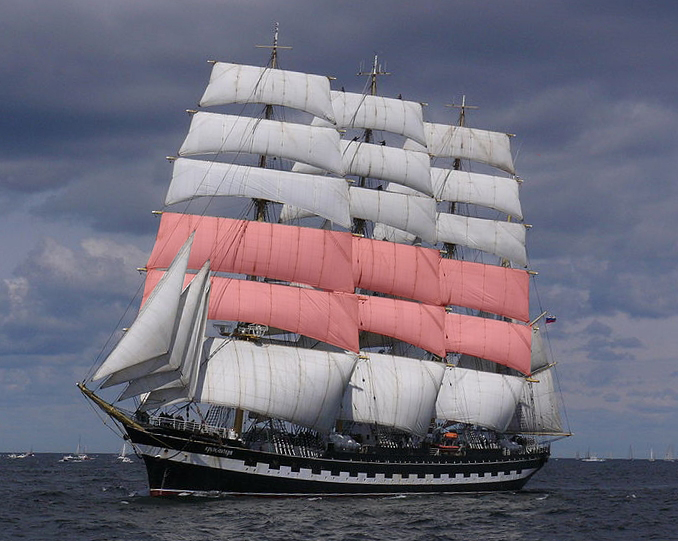
Les perroquets de fougue sont les deux voiles rouges carrées sur le phare arrière du Krusenstern. Les voiles sont doublées sur ce navire en perroquets de fougue fixe (bas) et perroquets de fougue volant (haut)

Le perroquet de fougue (mizzen topsail en anglais) ou hunier de fougue est le terme utilisé pour désigner le hunier du mât d'artimon (arrière) ainsi que la vergue et le mât qui le porte.

## Position sur le gréement et sémantique
Pour un trois-mâts carré à voile simple il s'agit de la 2e voile la plus haute du mât d'artimon. Sur les grands voiliers à voiles doublées, il s'agit des 4e et 5e voiles du mât d'artimon : on parle alors de perroquet de fougue fixe (la plus basse) et de perroquet de fougue volant (la plus haute).
Seul le hunier sur l'artimon possède un nom spécifique. Le terme "perroquet" de fougue peut constituer une erreur (faux-ami) avec le perroquet sensu-stricto, qui est la voile située au dessus du hunier. Par ailleurs le perroquet du mât d'artimon ne s'appelle pas perroquet mais perruche.

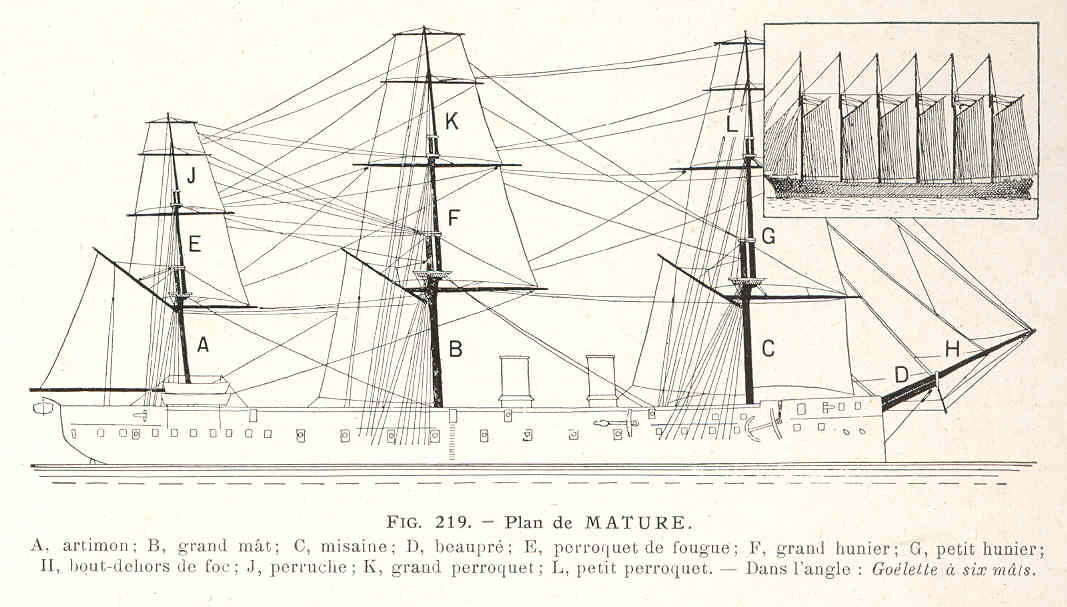
Schéma de la mature d'un trois-mâts. Le perroquet de fougue correspond à la voile E.